# Raphaèle Biston
Raphaèle Biston, née le 2 mai 1975 à Lyon, est une compositrice française.

## Biographie
Elle étudie la flûte traversière à Genève et Lyon et obtient un prix de virtuosité au conservatoire de Genève en 2000.
Elle entre en classe de composition au Conservatoire à Rayonnement Régional de Lyon, puis au Conservatoire National Supérieur de Musique de Lyon où elle a comme professeurs Robert Pascal, François Roux et Denis Lorrain. Elle obtient son diplôme en 2007.
Elle collabore ensuite avec de nombreux instrumentistes et ensembles, parmi lesquels 2E2M, L'Instant Donné, le Quatuor Béla, Charlotte Testu, Marco Blaauw (en), le Concert Impromptu, l'EOC, les ensembles Proxima Centauri, PTYX, Op. Cit., Ex Novo, Utopik, etc.
Elle pratique l'improvisation libre dès ses premières années d'apprentissage de la composition, notamment avec le clarinettiste Jacques Di Donato. Ce geste d'improvisation va par la suite constamment influencer son écriture.
Elle est membre de l'association de compositrices Plurielles 34 qui s'est donné pour objectif de promouvoir la musique des compositrices.  Elle regrette la faible représentation des femmes dans la création musicale contemporaine.

## Esthétique
Les compositions de Raphaèle Biston ont souvent comme point de départ le timbre, les gestes instrumentaux et la matière sonore, qu'elle modèle. Elle joue avec l'agogique, le mécanique, le machinal, le répétitif qui se dérègle, les frontières entre familier et étrange. Ses inspirations sont multiples, du mouvement spectral aux musiques répétitives. Elle est inspirée par Gérard Grisey, Helmut Lachenmann ou György Ligeti. Ses textures sonores évoquent aussi les arts plastiques et les travaux de Mark Rothko, Pierre Soulages et Antoni Tàpies.
Elle affectionne les ensembles homogènes, comme Stries pour quatre-vingt-dix flûtes, ou Mécaniques et fluides pour deux quatuors à cordes. De tels effectifs permettent l'exploration de la notion du double, du presque semblable. Elle travaille souvent avec des dispositifs électroacoustiques qui permettent eux aussi d'explorer la notion de double de mettre en valeur la complémentarité homme/machine. Les projets scéniques sont aussi au cœur de son travail: Musiques de papier, Fricassée de maris, Schläfer avec l'artiste Sarah Bahr, etc. 

## Œuvres
Elle a composé une quarantaine d'œuvres parmi lesquelles :
- Stries, pour 90 flûtes, 2003
- Entrelacs, pour 10 violoncelles, 2004
- Obliques, pour timbales et dispositif électroacoustique, 2007
- Surfaces, pour flûte, hautbois, clarinette, percussion, harpe, piano, 2 violons, alto, violoncelle et contrebasse, 2007
- Faisceaux, pour 11 instruments, commande de l'Académie Opus XXI, 2009
- Ressac, pour 13 instruments, commande de l'ensemble 2E2M, 2010
- Sillages, pour 8 instruments et dispositif électroacoustique, commande GRAME / Ministère de la Culture, 2010
- Rondo, pour flûte, violon, percussion, harpe et piano, commande de Radio France, 2012
- Parages, pour flûte, clarinette, violon, piano, percussion et dispositif électroacoustique, commande de l’État, 2012
- Fluide, pour flûte, piano, violon et violoncelle, commande de la Fondation la Fenice, 2014
- Musiques de papier, pour quintette à vent - musique pour le spectacle jeune public "Musiques de papier" du Concert Impromptu, aide à l’écriture d’une œuvre musicale originale du Ministère de la Culture et de la Communication, 2014
- Sable, pour flûte (jouant aussi la flûte alto) et flûte alto, commande du duo Interférences, 2015
- Présence, pour contrebasse et dispositif électroacoustique, commande du Gmem - CNCM - Marseille, 2015
- Lignes de fuite, pour flûte, clarinette, violon, violoncelle et piano, commande de l'ensemble Ex Novo (Venise), 2016
- Schläfer, pour un trompettiste, une comédienne et dispositif électro-acoustique, spectacle musical de Sarah Bahr (texte, scénographe, mise en scène) et Raphaèle Biston (composition électroacoustique et instrumentale) | Production GRAME-CNCM-Lyon | Aide à l’écriture d’une œuvre musicale originale du Ministère de la Culture. Bourse d’aide à l’écriture de l’association Beaumarchais-SACD. Avec le soutien d’Impuls neue Musik. 2018
- Fricassée de maris, pour comédienne, clarinette, harpe, piano, batterie, contrebasse spectacle musical de Chloé Bégou (mise en espace et jeu), Antoine Arnera et Raphaèle Biston (composition) d'après un recueil de textes de l’ethnologue Betty Mindlin | commande de la Colonie Bakakaï 2018
- Traces, pour flûte (aussi flûte basse), clarinette (aussi clarinette basse) et violoncelle, commande des festivals SOUND et Musiques Démesurées avec le soutien du fond Diaphonique, 2018
- Repercussions, pour flûte, clarinette, saxophone, piano, percussion, violon, violoncelle, commande de l’ensemble Musiqa avec le soutien de la Face foundation - new music found, 2019
- Méandres, pour cristal Baschet et violon, commande du duo Catherine Brisset / Françoise Ruscher, 2020
- Improvisation #1 pour clarinette, alto, piano et accordéon microtonal, commande de l’ensemble Cairn, 2020
- Rouages, pour orchestre à plectres, Co-commande du gmem-CNCM-marseille et de la Confédération Musicale de France, 2020
- Ombres pour flûte, saxophone baryton, piano, percussion et dispositif électroacoustique, commande de Radio France pour l'ensemble Proxima Centauri, 2021[8]

## Sources
1. ↑  « BISTON Raphaele - Compositrice », sur www.cirm-manca.org (consulté le 19 mai 2021)
2. ↑  Laure Marcel-Berlioz, Bastien Gallet, Françoise Nyssen et Centre de documentation de la musique contemporaine, Compositrices, l'égalité en acte, dl 2019 (ISBN 978-2-37804-011-6 et 2-37804-011-3, OCLC 1090678714, lire en ligne)
3. ↑  « Extrait du catalogue », sur raphaele biston (consulté le 13 juin 2022)
4. ↑  Omer Corlaix, Bastien Gallet, Françoise Nyssen et Centre de documentation de la musique contemporaine, Compositrices, l'égalité en acte, dl 2019 (ISBN 978-2-37804-011-6 et 2-37804-011-3, OCLC 1090678714, lire en ligne)
5. ↑  « plurielles 34 – compositrices des musiques d'aujourd'hui » (consulté le 13 juin 2022)
6. ↑  « "Rondo" pour cinq instruments de Raphaèle Biston (Diffusion intégrale) », sur France Musique (consulté le 19 mai 2021)
7. ↑  « Raphaèle Biston – ensemble PTYX » (consulté le 15 octobre 2022)
8. ↑  admin, « BISTON Raphaèle », sur Présence compositrices (consulté le 15 octobre 2022)